# قوم تامیل

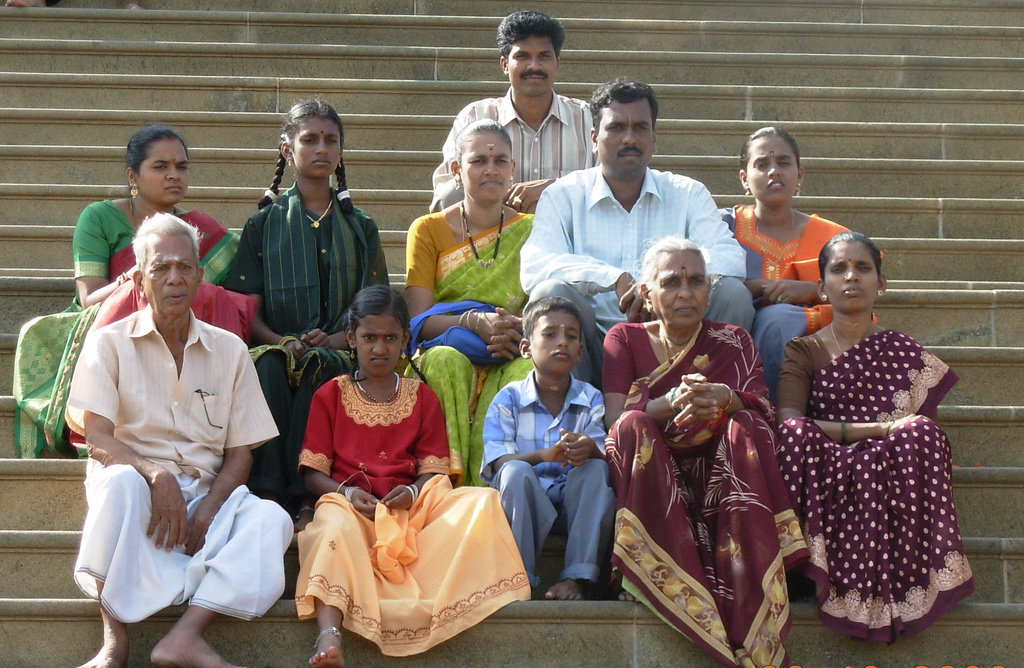
یک خانواده تامیل

تامیل‌ها (به تامیلی: தமிழர்) یک قوم بومی استان تامیل نادوی هند و شمال شرقی سریلانکا است. اکثر آن‌ها به زبان تامیلی سخن می‌گویند و تاریخ نوشته آنها به دو هزار سال پیش بر می‌گردد.
بیشتر تامیل‌ها هندو هستند و اقلیت مسلمان، مسیحی و جین نیز در میان آنان حضور دارند.
جمعیت کل تامیل‌ها ۷۷ میلیون برآورد می‌شود. در سرشماری سال ۲۰۰۱ هند زبان تامیلی زبان مادری بیش از ۶۰ میلیون نفر بود و شمار تامیل‌های سریلانکا در همان سال به ۳ میلیون و ۹۲ هزار نفر می‌رسید. جوامع تامیل مهاجر نیز در بسیاری از نقاط جهان به ویژه مالزی، سنگاپور، بریتانیا، کانادا، آفریقای جنوبی، موریس و رئونیون حضور دارند.
تامیل‌ها از نظر جمعیت اولین قوم در جهان هستند که هیچ کشوری ندارد.

## نگارخانه

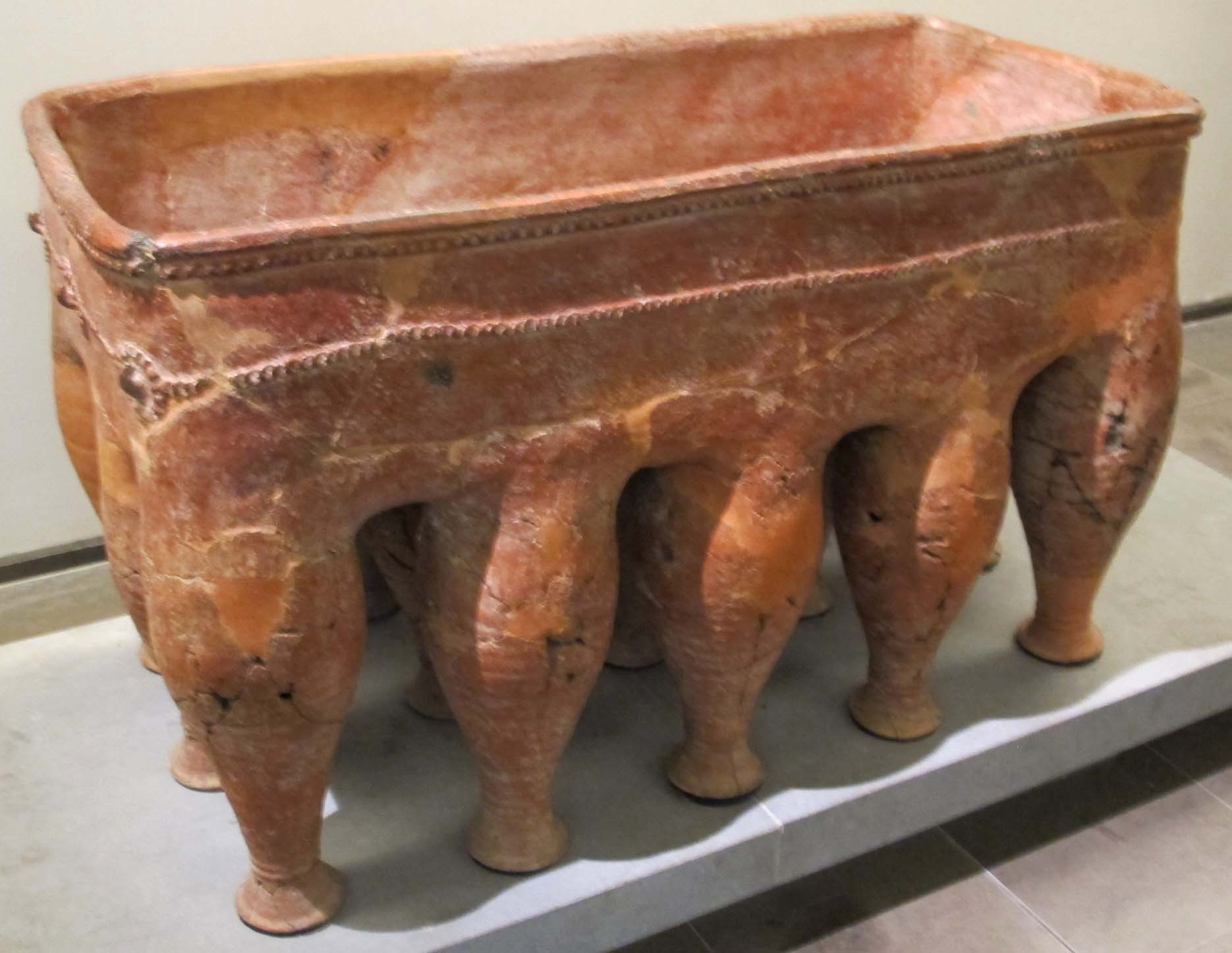
دفن سارکوفاگ مگالیتیک از تامیل نادو
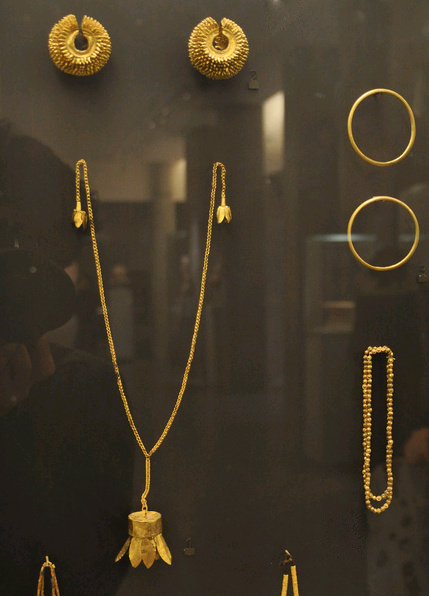
جواهرات Virampatnam از تدفین، قرن دوم قبل از میلاد، تامیل نادو
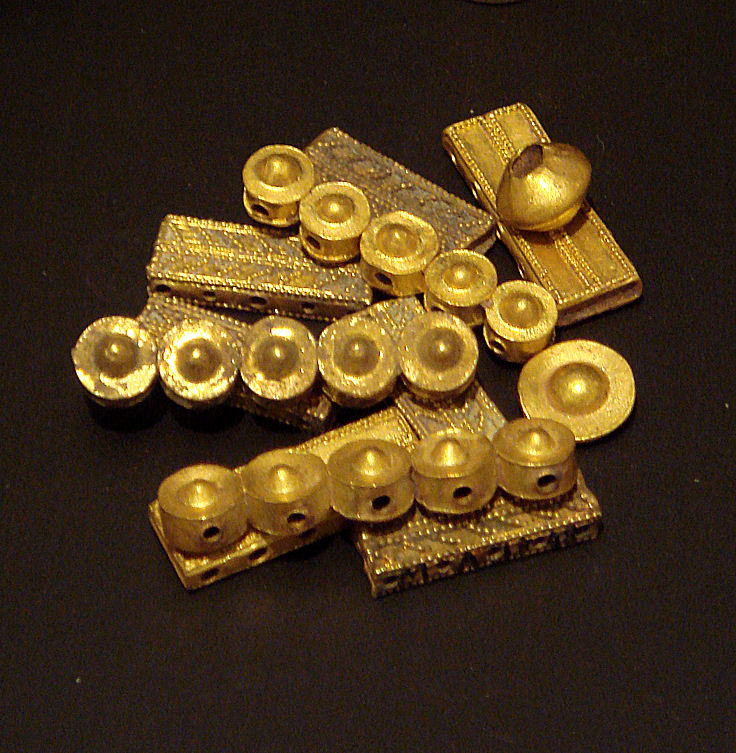
جواهرات سوتوکنی، قرن دوم قبل از میلاد تامیل نادو
نقشه تجارت باستانی اقیانوسی و بنادر تامیلاکم.
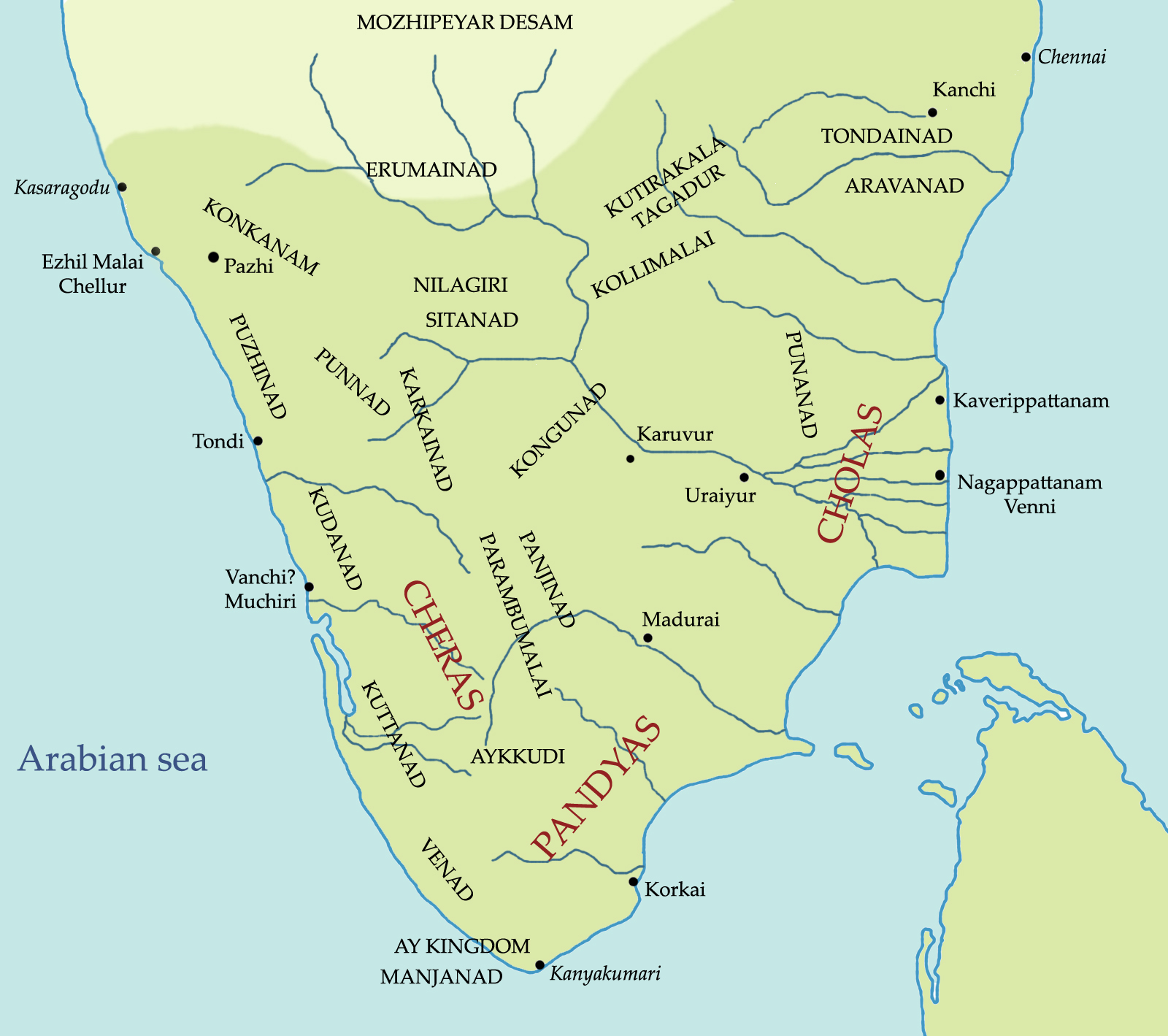
تمیحکم در دوره سنگام.